# Francesco Miele
Francesco Miele, né le 27 janvier 1938 à Cervinara où il meurt le 22 juillet 2001, est un coureur cycliste italien professionnel de 1960 à 1966.

## Biographie

### Carrière
En catégorie amateurs, Miele se distingue dans les années 1950, en remportant notamment la semi-classique Bell reliant Liège à La Gleize, en 1955 ainsi que le GP de Saint-Omer, en 1960. Ainsi, il intègre l’équipe Dr. Mann dès 1960 et passe professionnel, il a alors 22 ans. En 1961, il commence sa saison avec une 6e place sur le Tour du Limbourg et une 10e place sur Paris-Camembert. En mai, il termine 4e d’une étape des Quatre Jours de Dunkerque remportée par Jean Stablinski, dans le même temps du vainqueur. En forme, il termine dans le top 10 de la Flèche wallonne seulement quelques jours plus tard. En 1962, il participe au Tour de France. Sur la 6e étape, il fait partie de l’échappée qui se joue la victoire et termine finalement 7e de l’étape, il remporte le prix de la Combativité du jour. En 1963, il termine à la deuxième position du Grand Prix Jef Scherens et à la quatrième position d’À travers la Belgique.
En 1964 et 1966, alors dans des équipes italiennes, il participe au Tour d'Italie et termine troisième d’une étape.

## Palmarès sur route

### Par année
- 1955
  - Liège-La Gleize
- 1959
  - 1re étape du Tour de Normandie
- 1960
  - Grand Prix de Saint-Omer
- 1961
  - 10e de la Flèche wallonne
- 1962
  - 3e de l’Egmont Cycling Race
- 1963
  - 2e du GP Jef Scherens
  - 4e d’À travers la Belgique

### Résultats sur les grands tours

#### Tour d’Italie
2 participations : 
- 1964 : 52e
- 1966 : 43e

#### Tour de France
1 participation :
- 1962 : hors-délais (7e étape)